# Schloss Peseckendorf

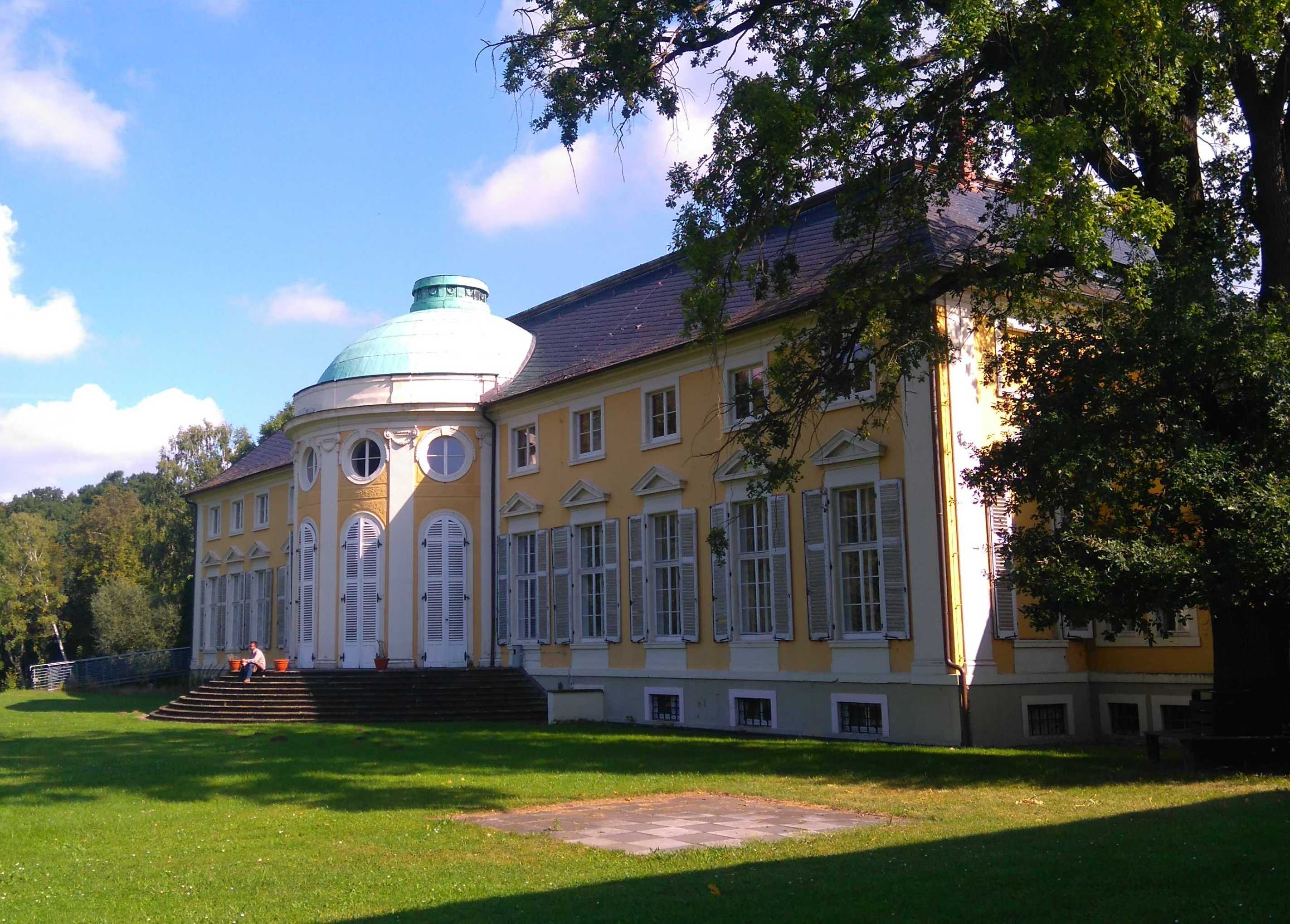
Schloss Peseckendorf, Parkseite, 2017

Schloss Peseckendorf ist ein denkmalgeschütztes Schloss im Ortsteil Peseckendorf der Stadt Oschersleben (Bode) in Sachsen-Anhalt. Das Schloss wird auch als Sanssouci der Börde bezeichnet.

## Geschichte
Im 1086 erstmals urkundlich erwähnten Peseckendorf übernahmen im Jahre 1463 die Herren von der Asseburg das vakant gewordene Lehen des dortigen Rittergutes. Das dazugehörige Kirchdorf Peseckendorf lag ab 1494 einige Zeit wüst. Im Jahre 1617 baute Busso von der Asseburg das Rittergut mit starken Wällen und Gräben zu einem relativ sicheren Renaissanceschloss um, was ihm im Dreißigjährigen Krieg gut zustatten kam. Das Schloss lag auf vier Hügeln, die noch heute im Schlosspark deutlich auszumachen sind. Das viele Jahre leer stehende Gebäude wurde im ausgehenden 19. Jahrhundert vollständig abgerissen.
Der neue Rittergutsbesitzer Friedrich Schaeper ließ von 1905 bis 1912 durch den namhaften Architekten Paul Schultze-Naumburg zwischen altem Schlossstandort und dem Dorf ein neues Herrenhaus im historisierendem Neobarockstil errichten. Dabei ähnelte die Parkansicht dem Schloss Sanssouci in Potsdam. Auf der Hofseite befand sich über der Auffahrtrampe ein Säulenportal, auf dem die Steinskulpturen „Vier Jahreszeiten“ vom Bildhauer Georg Kolbe im Jahre 1912 geschaffen worden sind. Nach 1945 wurde diese Figuren entfernt, da sie die Arbeiterklasse verhöhnen würden. Sie wurden nicht vernichtet, sondern befinden sich heute im Börde-Museum Burg Ummendorf.
1945 wurde die Besitzerfamilie Schaeper durch die Bodenreform entschädigungslos enteignet und aus Peseckendorf vertrieben. Das Schlossgebäude wurde nunmehr als Schulungsstätte des FDGB genutzt. Ab 1969 befand sich im Schloss ein Hilfsschulheim, das 1991 aufgelöst wurde. 1991 kaufte der Paritätische Wohlfahrtsverband Sachsen-Anhalt die Schloss- und Gutsgebäude und richtete nach umfangreicher Sanierung eine Jugendbildungsstätte ein. Seit einigen Jahren steht Schloss Peseckendorf zum Verkauf, doch fand sich bislang kein Käufer.

## Schlossanlage
Zum Schlosskomplex gehören ein Landschaftspark mit Teichen sowie ein 25 Meter hoher, zunächst als Aussichtsturm, dann als Wasserturm genutztes Gebäude. Die meisten Wirtschaftsgebäude sind nach 1991 verfallen und mussten abgetragen werden.